# Josef Hasenöhrl
Josef Hasenöhrl   (Viena, 5 de maig de 1915 - Schöndorf, 13 de març de 1945) fou un remer austríac que va competir durant la dècada de 1930.
El 1936 va prendre part en els Jocs Olímpics de Berlín on guanyà la medalla de plata en la prova del scull individual del programa de rem. En el seu palmarès també destaquen tres medalles al Campionat d'Europa de rem, una d'or, una de plata i una de bronze, el 1938, 1937 i 1935 respectivament.
Durant la Segona Guerra Mundial va servir a la Wehrmacht. Va morir a Luxemburg en els darrers dies de la guerra.